# Retrato de un coleccionista
El Retrato de un coleccionista es una pintura al óleo sobre tabla (89 cm x 64 cm) de Parmigianino, datada en 1524 aproximadamente y conservada en la National Gallery de Londres.

## Historia
La obra, con otros cuatro trabajos atribuidos a Parmigianino, estaba enumerada entre los bienes del guardarropa de Ranuccio Farnesio en 1587, como Retrato de prelado. Una descripción más detallada de 1670, relativa a los bienes en el Palacio del Giardino en Parma, confirma que el "prelado" era precisamente el hombre retratado en el cuadro londinense: "Retrato con sombrero de prelado de busto con relieve a la izquierda, y sobre una mesa con medallas y figuras antiguas, y detrás algunas figuras antiguas en claro y oscuro de Parmigianino". La obra también fue citada por del Barro en 1671.
Llegó a Inglaterra a principios del siglo XIX, en las colecciones de Lord Radstock, luego vendido en una subasta de Christie's como autorretrato de Parmigianino. En 1857 pasó a formar parte de las colecciones de Lord Strafford en Wrotham Park y solo en 1977 fue adquirido por el museo londinense.
El primero en publicarlo fue Gamba en 1940 (hasta entonces había sido ignorado en los estudios sobre Parmigianino) en la revista Emporium, asignándolo a la estancia romana del artista. La crítica posterior anticipó ligeramente la datación a los años en torno al 1524, basándose en comparaciones de estilo con obras del periodo. Especialmente el bajorrelieve recuerda al del fresco de las Santas Lucía y Apolonia de la iglesia de San Juan Evangelista, mientras la interpretación realista del sujeto recuerda al Retrato de Galeazzo Sanvitale.
De la pintura existen al menos dos copias antiguas, una en los depósitos de los Uffizi (inv. 3971) y otra en el Centro de Arte Walker de Mineápolis.

## Descripción y estilo
Freedberg, en 1950, fue el primero en aclarar que el retratado, representado sentado a media figura de tres cuartos, apoyado en una mesa, había sido identificado como un prelado sin motivo, en el supuesto de que representaría en cambio al caballero Francesco Baiardi. Hoy se considera que representa a un coleccionista desconocido y que el objeto que generó el equívoco, más que el sombrero (una gorra negra de ala hacia arriba) había sido el libro sostenido en la mano, un libro de horas muy específico, el Offiziolo Durazzo hoy en la Biblioteca Berio de Génova. Se trata de un libro iluminado aproximadamente veinte años antes por Francesco Marmitta, pintor de Parma, antaño erróneamente referido como maestro de Parmigianino (Grapaldo, 1506, y Lanzi, 1796). El retratado así pues podría ser el dueño de entonces, que Mezzetti (1965) reconoció también en un retrato de la colección Bergstein expuesto en Londres en 1984 y atribuido con reservas a Dosso Dossi por Mendhelson (1914).
El hombre, con el busto de tres cuartos hacia la derecha y el rostro girado hacia el espectador, pero los ojos evitan el contacto visual mirando hacia la izquierda, está iluminado fuertemente por una fuente de luz frontal, que evidencia una tez suave, de tono casi traslúcido, y porta un amplio manto negro bordado de piel, verdadero objeto de lujo, además del sombrero del mismo color. El cabello largo y bien cortado, cubre las orejas, enmarcando una mirada atenta y altiva, que inspira orgullo, nobleza e integridad moral. La mano izquierda sostiene el Offiziolo, de encuadernación finamente decorada, y la derecha está apoyada sobre la mesa, con un anillo de oro con una piedra preciosa en el dedo meñique, junto a una estatuilla antigua de bronce de una divinidad o alegoría femenina (quizás Ceres), tres medallas de bronce y una  moneda antigua de plata. Tales objetos aclaran los intereses refinados del caballero. Al fondo se ve a la izquierda, bien iluminado, un bajorrelieve de Marte, Venus y Cupido, tema neoplatónico, mientras la parte derecha está ocupada por un paisaje. Más que en una ventana, que tendría el marco particularmente bajo, hace pensar en un cuadro dentro del cuadro, mostrando un árbol frondoso y un cielo al amanecer.